# Яблочное (Воронежская область)
Яблочное — село в Хохольском районе Воронежской области.
Административный центр Яблоченского сельского поселения.

## География

### Улицы
| - ул. 50 лет Октября - ул. Ватутина - ул. Заводская - ул. Кирова - ул. Кольцовская - ул. Ленина - ул. Лесная - ул. Память Ильичу - ул. Садовая - ул. Чапаева | - пер. Лесной - пер. Лизы Чайкиной - пер. Матросова - пер. Морозова - пер. Новь - пер. Первомайский - пер. Солнечный - пер. Чехова - пер. Школьный |

## Население
| 1859 | 1897  | 1900  | 2007 | 2010 |
| ---- | ----- | ----- | ---- | ---- |
| 2192 | ↗3221 | ↗3392 | ↘781 | ↘744 |

## История
По информации книги Л.Кригер «Хохольская земля» село возникло около 1670 года.
В 1693 году в селе «на государевой земле было пять дворов бобыльских».
В 1859 году численность населения составляла 2192 человека, проживавших в 286 домах.
В 1900 году здесь было 486 дворов с населением 3392 человека. Действовали 2 школы, 9 лавок, 33 ветряных мельницы, 4 рушки, 1 кузница.
В конце сентября 1919 года большую часть территории района заняли казачьи части под командованием генерала Шкуро. В с. Яблочное сохранилась могила убитых в этот период коммунистов.

## Достопримечательности

### Русская православная церковь
В 1688 г. здесь была выстроена деревянная церковь св. Дмитрия Солунского.
В 1732 и 1781 гг церковь перестраивалась.
В 1881 г. была выстроена новая деревянная церковь, освященная во имя Казанской иконы Божией матери, с приделом св. Дм. Солунского, устроенным в память о первой церкви села.

### Памятники
Захоронение воинов 141 и 232 стрелковых дивизий, павших в боях при освобождении с. Яблочное в январе 1943 года.